# Eduard Lange
Pour les articles homonymes, voir Lange.
Eduard Lange (mort en 1861/1862) est un sous-lieutenant royal prussien dans la 3e bataillon du 20e régiment de Landwehr, chevalier de l'ordre de l'Aigle rouge, secrétaire et écrivain militaire.
Eduard Lange s'engage dans la Landwehr le 5 octobre 1848 et reçoit en 1851 l'ordre de l'Aigle rouge et la distinction de service de la Landwehr .

## Travaux
- Die Preußischen Grenadiere. Ein Beitrag zur Geschichte des Brandenburgisch-Preußischen Heeres. Schade, Berlin 1850
- Die Soldaten Friedrich’s des Großen. Hermann Mendelssohn, Leipzig [1853] (mit Zeichnungen von Adolph von Menzel) (online)
- Das 7. Infanterie-Regiment (Chef: Prinz v. Preußen). 2 Hefte (= Der Soldaten-Freund. Zeitschrift für fassliche Belehrung und Unterhaltung der deutschen Soldaten. Band XXIII,2 und XXIII,5), Mittler, Berlin 1855
- Heerschau der Soldaten Friedrich’s des Großen. Mendelssohn, Leipzig 1856 (mit Zeichnungen von Adolph von Menzel); Nachdruck: Verlag Heere der Vergangenheit Olmes, Krefeld 1970
- Geschichte der preußischen Landwehr seit der Entstehung derselben bis zum Jahre 1856. Allgemeine Deutsche Verlagsanstalt, Berlin 1857 (online)
- Rückblicke auf die Stammgeschichte des 20. Landwehr-Regiments. Ein Beitrag zur Feier des 45. Landwehr-Stiftungsfestes am 17. März 1858. Jonas, Berlin 1858 (online)